# Лобби свободы
«Лобби свободы» (англ. Liberty Lobby) — ультраправый аналитический центр и лоббистская группа, основанная в 1958 году Уиллисом Карто, и просуществовавшая до 2001 года. Карто был известен своей пропагандой антисемитских теорий заговора, белого национализма и отрицания Холокоста.
Организация выпускала ежедневную пятиминутную радиопередачу «This is Liberty Lobby», которая транслировалась по радиосети Mutual Broadcasting System и других. В конце каждой передачи слушателям предлагалось получить экземпляр брошюры «Америка превыше всего».

## История
«Лобби свободы» позиционировала себя как «группу давления в поддержку патриотизма; единственное лобби в Вашингтоне, округ Колумбия, зарегистрированное в Конгрессе, которое всецело предано продвижению государственной политики, основанной на нашей Конституции и консервативных принципах». По словам журналиста Чипа Берлета, это «патриотическая популистская организация, стремящаяся восстановить конституционные гарантии и национальный суверенитет», и заявляющая, что она «последовательно [отрицала], что [является] хоть в малейшей степени антисемитской, не говоря уже о неофашистской или квазинацистской».
Издательство Уиллиса Карто Noontide Press переиздало книгу неонациста Фрэнсиса Паркера Йоки «Империум: философия истории и политики», а также опубликовало ряд других книг и брошюр, пропагандирующих расистское мировоззрение, а «Лобби свободы» рекламировало и продавало эти книги.
В то время как «Лобби свободы» намеревалась занять нишу консервативной антикоммунистической группы, Карто начал формировать другие организации с ещё более выраженной неонацистской ориентацией. Среди них был Национальный молодёжный альянс 1968 года, который в начале 1970-х годов стал Национальным альянсом. В конце концов Карто потерял контроль над этой организацией, которая попала в руки Уильяма Лютера Пирса. К 1978 году Карто основал Институт пересмотра истории, деятельность которого полностью посвящена отрицанию Холокоста. Впоследствии Карто утратил контроль и над Институтом пересмотра истории в ходе борьбы за власть, но «Лобби свободы» оставалось под его руководством вплоть до расформирования в 2001 году.
Во время президентских выборов в США в 1968 году организация «Лобби свободы» распространяла брошюру в поддежку кандидата Джорджа Уоллеса под названием «Встаньте за Америку».
В 1970-х годах, когда антикоммунизм 1950-х и 1960-х годов пришёл в упадок, Карто переосмыслил публичный образ «Лобби свободы» и начал описывать её как политически популистскую организацию, а не консервативную или правую. «Лобби свободы» также пыталось наладить связи с американскими политическими левыми, распространяя отчёт, критикующий президента Джимми Картера, написанный Линдоном Ларушем. Исследователь Дэниел Смит указывает, что в период с конца 1960-х до начала 1980-х годов «Лобби свободы», наряду с Обществом Джона Бёрча, институционализировались и стали «идеологическими центрами» ультраправых. Эти организации и их публикации оказали влияние на трансформацию прежнего антиинтернационализма в антиглобализм.
Журналист Роберт Эрингер смог проникнуть в «Лобби свободы», и затем, в 1981 году, написал о нём в журнале Mother Jones. Организация проводила кампанию против ратификации Конвенции о геноциде.

### Газета The Spotlight
В 1975 году «Лобби свободы» начало выпускать еженедельную газету под названием The Spotlight, которая публиковала новости и статьи с ярко выраженным популистским и антиистеблишментским уклоном по самым разным темам, но при этом не имела ни малейшего намека на ультраправые или неонацистские взгляды. Однако критики обвиняли The Spotlight в том, что газета была задумана как тонкий инструмент вербовки для ультраправых, используя популистские статьи для привлечения людей из всего политического спектра, а также статьи по специальным темам для привлечения людей, интересующихся подобным (например, альтернативная медицина). Критики также обвиняли газету в скрытом включении антисемитских и расистских подтекстов в свои статьи, а также в размещении в разделе объявлений рекламы открыто неонацистских групп и книг. Газета The Washington Post описывала The Spotlight как «газету, содержащую ортодоксальные консервативные политические статьи, перемежаемые антисионистскими брошюрами и объявлениями…».
Тираж газеты достиг пика в 200 000 экземпляров в начале 1980-х годов, издание продолжалось до закрытия «Лобби свободы» в 2001 году.
В 1994 году «Лобби свободы» также основало и открыто ревизионистский и отрицающий Холокост журнал Barnes Review.

### Банкротство и закрытие
В 2001 году «Лобби свободы» и Уиллис Карто проиграли гражданский иск, поданный конкурирующей ультраправой группой, которая ранее получила контроль над Институтом пересмотра истории, а последующее решение о возмещении ущерба обанкротило организацию. Карто и другие, кто был связан с изданием The Spotlight, впоследствии основали новую газету, American Free Press, подход которой схож с The Spotlight.

## Идеология

### Антисемитизм
«Лобби свободы» позиционировало себя как консервативную политическую организацию.
Доказательства антисемитской позиции «Лобби свободы» явно проявились, когда начали появляться многочисленные письма Уиллиса Карто, критикующие евреев и обвиняющие их в мировых бедах. В них содержались такие заявления, как: «Как Запад мог быть таким слепым? Это евреи и их ложь ослепили Запад относительно действий Германии. Поражение Гитлера было поражением Европы и Америки». Письма Карто в конечном итоге стали предметом федерального гражданского иска. «Лобби свободы» подавало несколько исков о клевете, связанных с публикациями, в которых организация описывалась как антисемитская или расистская, но ни одного не выиграла.
Также доказательством антисемитских взглядов организации стало обвинение в том, что в её архивах хранилась масса пронацистской и ку-клукс-клановской литературы. В 1969 году журнал True опубликовал статью «Как нацистская сумасшедшая власть захватила Капитолийский холм».

### «Репатриация» чернокожих
Начиная с октября 1966 года два американских журналиста, Дрю Пирсон и Джек Андерсон, опубликовали серию историй в своей широко синдицированной колонке «Washington Merry-Go-Round», в которой рассказали о находках бывшего сотрудника Джереми Хорна. Хорн сказал, что обнаружил коробку с перепиской между Карто и многочисленными правительственными чиновниками, создавшими «Объединенный совет по репатриации» (JCR), организацию-предшественника «Лобби свободы». JCR заявляла, что их основная цель — «репатриировать чернокожих обратно в Африку». Как оказалось, бывший судья Верховного суда Миссисипи Томас Пикенс Брэди и члены Советов белых граждан, участвовавшие в создании JCR, внесли свой вклад и в основание «Лобби свободы». Другая переписка касалась поддержки членами Конгресса США формирующегося «Лобби свободы», например — сенаторами Стромом Термондом и Джеймсом Б. Уттом. Дрю Пирсон сообщил, что помимо Утта, ещё целый ряд конгрессменов получили награду «Государственный деятель Республики» от «Лобби свободы» за свою «правую деятельность».